# 린다 프랜티아니

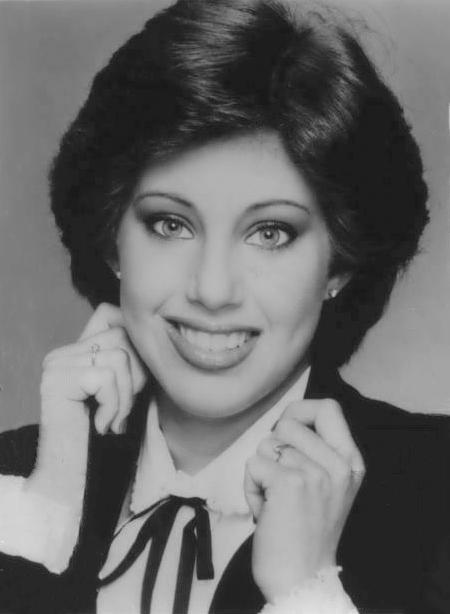

린다 수에 프랜티아니(영어: Linda Sue Fratianne, 1960년 8월 2일 ~ )는 미국의 전직 피겨 스케이팅 선수로 1980년 올림픽에서 은메달을 땄다.

## 선수 경력
프랜티아니는 그녀의 선수생활 동안 프랭크 캐롤의 지도를 받았다. 프랜티아니는 1976년 전미국 선수권 대회 프리 스케이팅 프로그램 부문에서 트리플 점프(토 루프와 살코)의 2가지 유형을 착지한 최초의 여자 스케이트 선수가 되었다. 그녀의 최고 라이벌은 아네트 푀치(동독), 와타나베 에미(일본) 및 다그마 루르츠(서독)였다. 와타나베는, 그녀의 컴펄서리 피겨는 그녀의 프리 스케이팅보다 훨씬 약했다. 프랜티아니는 1980년 동계 올림픽 이후, 프로로 전향했다.